# Nákó-kastély
A nagyszentmiklósi Nákó-kastély műemlék épület Romániában, Temes megyében. A romániai műemlékek jegyzékében a  TM-II-m-A-06287 sorszámon szerepel.

## Története
Nákó Kálmán építtette 1864-ben. A kastély a műkincseknek valóságos múzeuma volt. Mintegy 5000 kötetes könyvtárral, cinquecento-oltárral büszkélkedhetett. A szalonban volt Nákó Kálmánné Bobdai Gyertyánffy Berta kiváló művésznő több festménye, és Franz Ádámnak Nákó Kálmánnéról festett lovas képe. A híres nagyszentmiklósi aranylelet másolatain kívül volt itt Velencéből származó Carducci-szobor, Nákó Kálmán gróf első afrikai útjáról hozott trófeák, Maurini Marogens dózsénak 1444-ből származó képe, továbbá spanyol és olasz mesterek festményei. 1688-ból két Mária Terézia-korabeli és egy 15. századi sekrestyés szekrény. Gazdag porcelángyűjtemény, több régi értékes berakott szekrény, valamint ékszerkazetta, benne Richard Wagner, Liszt Ferenc, Széchenyi István, Deák Ferenc, Jókai Mór és más nevezetes férfiak levelei. A fogadóteremben ezüstből vert, ónémet ötvösmunkák, régi bronzok, faragott és berakott régi szekrények, 15. századi festők alkotásainak másolatai. Az ebédlőben ójapán porcelángyűjtemény. A kastély egykori kincsei már csak régi dokumentumokban szerepelnek.
Odescalchi Eugénie memoárjában rögzítette azt, hogy gróf Nákó Sándor (1871–1923) egy monacói utazása során rulettjátékon óriási vagyont vesztett, amiért áruba kellett bocsátani a családi fészket. A kastélyt pesti, Schiffer nevű milliomos bankár vásárolta meg, aki nagylelkűen megengedte Nákó grófnénak, Lipthay Eszternek, hogy igencsak drága személyes értékeit, ezüsttárgyait, képeit, szőnyegeit, bútorait elvihesse.
Ma az épület ad otthont a nagyszentmiklósi művelődési háznak, és 1981 óta itt a városi múzeum, tehát a Bartók-terem is.

## Képek

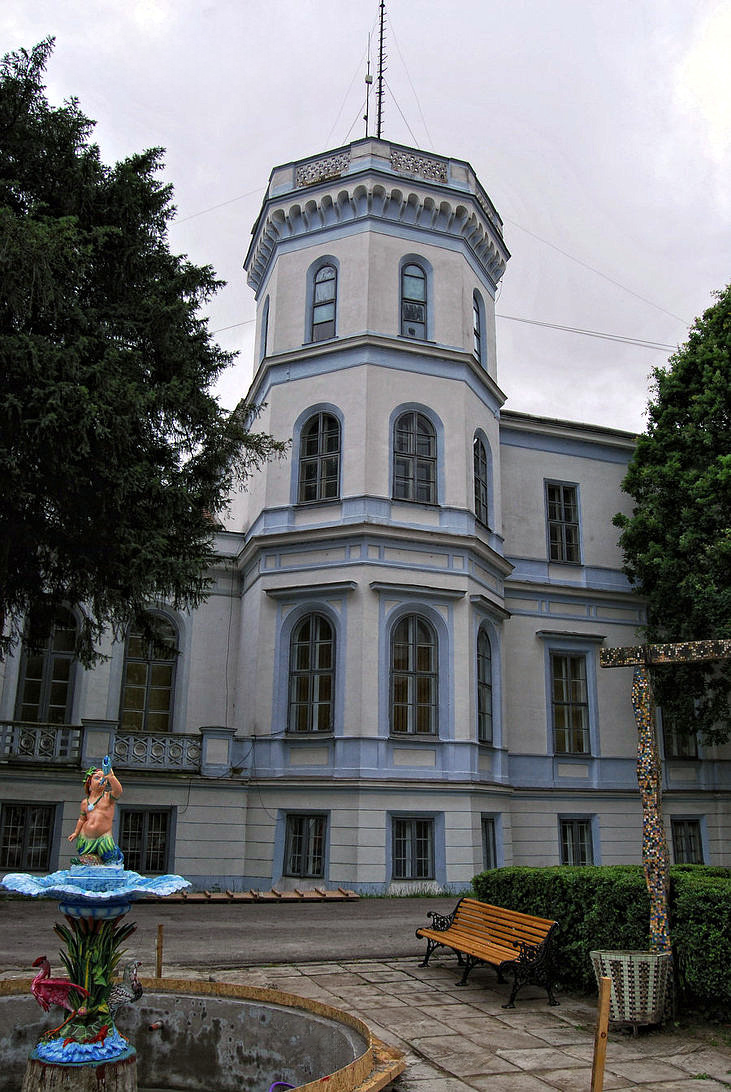
Torony
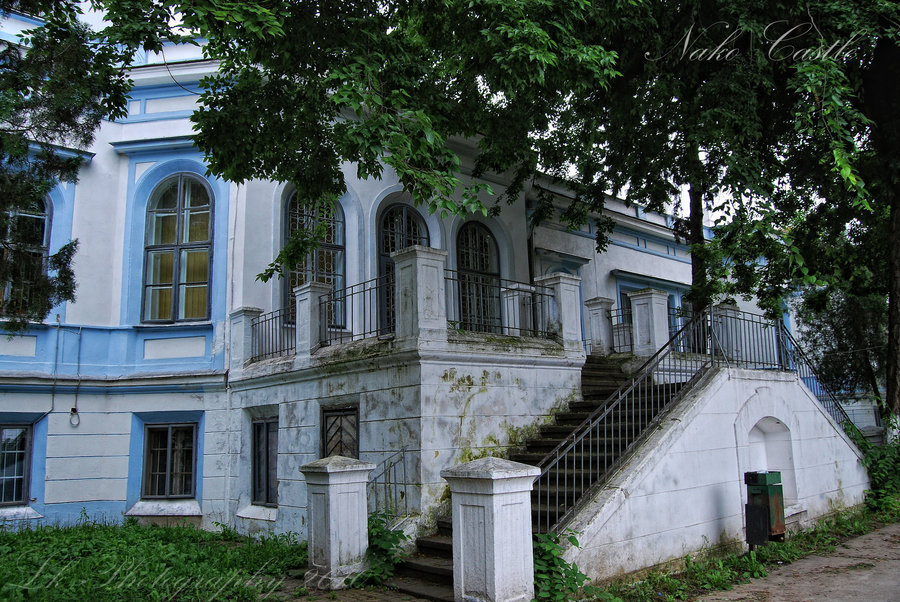
Oldallépcső
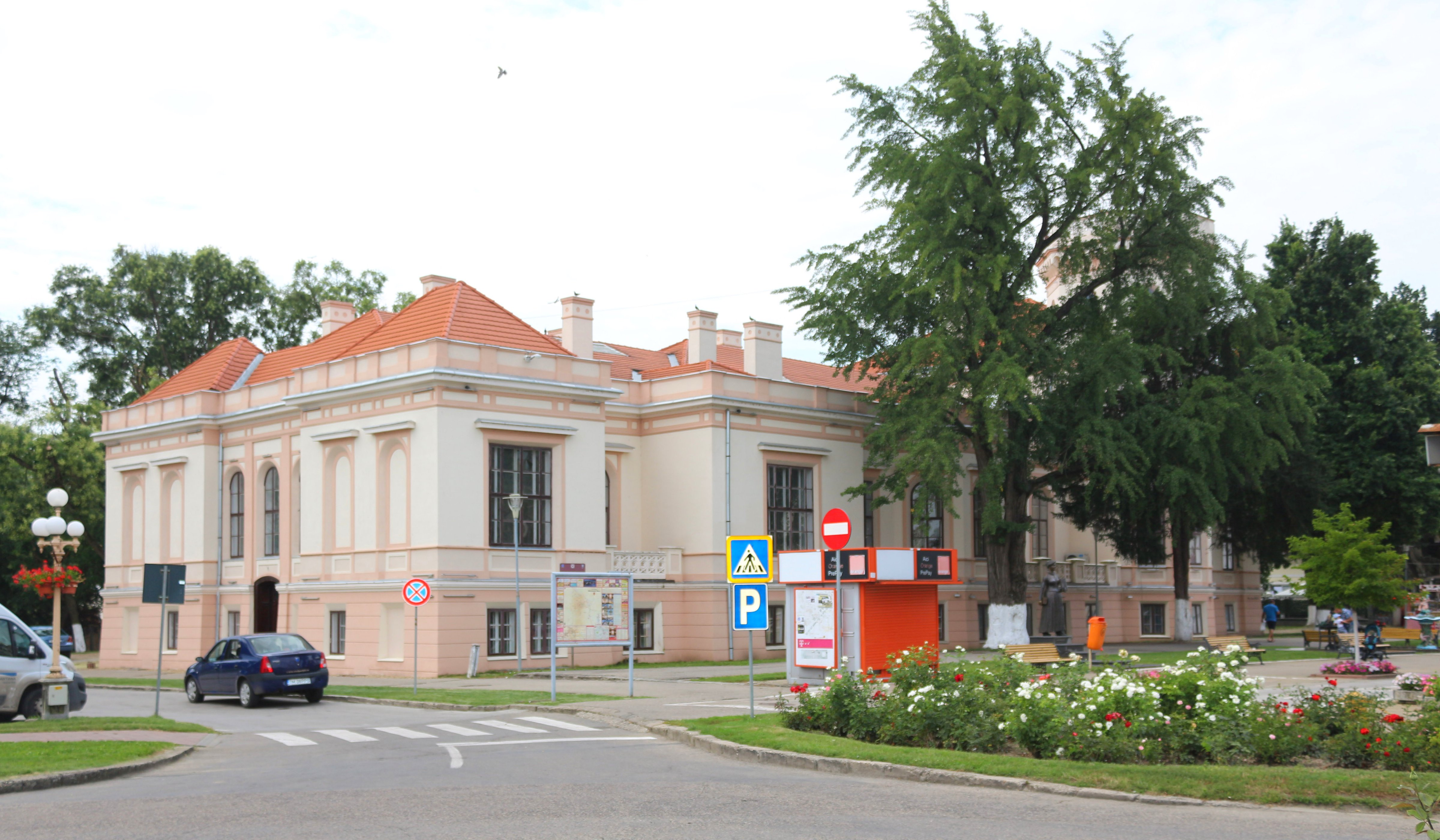

## Külső hivatkozások
- Nákó-kastély, Nagyszentmiklós – Kastély Erdélyben.ro
- Castelul Nako de la Sannicolau Mare (románul)